# Drozdovice
Drozdovice je v název ulice v Prostějově, avšak v historickém kontextu se jedná o zaniklou předměstskou část města, navazující z jihozápadu na jeho historické jádro. 

## Historie
Původně se jednalo o samostatnou vesnici, kterou roku 1516 zakoupil Vilém II. z Pernštejna od olomoucké kapituly a roku 1572 bylo toto předměstí připojeno k Prostějovu
Od 31. května 1881 se území nazývalo Anenská (Anna-Gasse) díky kapli sv. Anny, která se zde nachází. Od 1. června 1926 se opět nazývá Drozdovice (v letech 1940–1945 Drozdowitzer-Gasse). V období první republiky zde stávalo osm hospod. Mezi nejznámější dnes patří tradiční hostinec U Rybáře nebo hospoda U Zavadilky s původní kuželnou. Podoba původní vesnické zástavby Drozdovic je stále patrná.

## Zajímavost
V Drozdovicích vyrůstal herec Miloš Černoušek, který se později názvem ulice nechal inspirovat pro svůj pseudonym „Cyril Drozda“.